# Jan Złotkowski
Jan Złotkowski (ur. przed 1445, zm. po 1494) – iluminator, introligator i kaligraf, pisarz religijny, notariusz kancelarii królewskiej przed rokiem 1468.

## Życiorys
Żył i tworzył w II połowie XV wieku. W latach 1470–1488 pracował w opactwie w Trzemesznie, później powrócił do Krakowa, ponownie podejmując pracę jako iluminator. W latach 1490–1494 był proboszczem w Górze Św. Małgorzaty (powiat łęczycki). Data śmierci pozostała do dziś nieznana.

## Twórczość
Zachowało się kilka jego dzieł, do których należą pontyfikat (Pontificale 1493) i mszał (Missale 1490, na zamówienie kapituły krakowskiej) kardynała Fryderyka Jagiellończyka oraz modlitewnik królewicza Aleksandra (1491). Pismo Jana Złotkowskiego było bardzo staranne i szeroko chwalone, „nieco cięższe od typu zbliżonego do flamandzkiej lub francuskiej bastardy z epoki płomiennego gotyku, a bardziej zbliżone do tekstury wzorów flamandzkich". Iluminacje i pismo Złotkowskiego wskazują jednak na trzech różnych autorów. Motywy figuralne zawarte w dziełach są na ogół słabej jakości, pochodzą najprawdopodobniej od „uzdolnionego amatora". Ornament marginesowy bywał wykonany zwykle bardzo starannie, w gotycko-renesansowym stylu, wyłącznie roślinny.
Modlitewnik łaciński, powst. w roku 1491, rękopis: Biblioteka British Museum, sygn. Add. 38603, (jego źródłami były m.in.: Hortulus animae, Antidotarius animae Mikołaja Wydenbuscha zwanego Salicetus oraz Horae B. Mariae Virginis), reprodukcję 4 kart podał K. Dobrowolski w pracy Modlitewnik Aleksandra. Ustęp z dziejów polskiej kultury umysłowej w drugiej połowie XV wieku, „Przegląd Biblioteczny”, t. 1 (1927) i odb., Kraków 1928.